# Frank Suero
Francisco de la Cruz Suero, más conocido como Frank Suero (Cuchilla de Villa Altagracia en San Cristóbal, 4 de junio de 1960-Santo Domingo, 6 de junio de 2012), fue un actor y humorista dominicano.

## Trayectoria
Frank Suero inició su carrera en el grupo Explosión, grupo de comedia musical integrado por Miguel Céspedes, William Grullón y en ocasiones Chuky Núñez, ellos realizaban presentaciones a modo de sátira y sincronía de labios "fono mímica", en el año 1992 Frank y Miguel junto al productor musical Henry Rafael Acevedo conocido como Henry Fuerza Delta, graban un tema cómico llamado "El Rap De La Negra" y/o "Grillo", la canción se escucho en las calles y Nightclub del país situándose en el gusto popular exitosamente, con este logro consiguen su primera Compañía discográfica llamada Taisha Récord y un visado a los Estados Unidos para todo el grupo, Posteriormente estuvo en los programas de televisiónCaribe Show, La Opción de las 12 y en Titirimundaty, interpretó personajes como La lotería del campo o Marifinga y logro tener su propio programa de humor llamado 'Dime Ave', 
Adquirió popularidad en la década de los 90 por su participación en los programas del grupo Telemicro.

### Problemas de salud
En el 2010 sufrió un inicio de derrame cerebral y fue internado en la clínica Cruz Jiminián. El 13 de enero de 2012 fue ingresado de nuevo en estado crítico, al haber sufrido un preinfarto. Finalmente falleció en el hospital Plaza de la Salud, el 6 de junio de 2012. Padecía hipertensión, diabetes crónica e insuficiencia renal crónica.